# Włodzimierz Hajdukiewicz
Włodzimierz Hajdukiewicz [ukr. Володимир Гайдукевич] (ur. 28 września 1902 w Aksmanicach, zm. 24 listopada 1974 w Szprotawie) – duchowny greckokatolicki.

## Życiorys
Ukończył Ukraińskie Gimnazjum Męskie w Przemyślu w 1922 r. Po uzyskaniu świadectwa dojrzałości wstąpił do miejscowego Greckokatolickiego Seminarium Duchownego w Przemyślu. Wyświęcony został 3 lipca 1927. Przed święceniami ożenił się z Lubomirą z d. Dobrzańska, z którą miał czworo dzieci.
Po święceniach administrator w Jasielu (1927–1929), a później administrator w Wołowcu (1929–1930). W 1930 parafię przeniesiono do dotychczasowej cerkwi filialnej w Krywej, zaś ks. Hajdukiewicz został jej proboszczem i funkcję tę pełnił do 1947. Oprócz obowiązków duszpasterskich duchowny wraz z żoną zajmowali się działalnością społeczno-kulturalną oraz nauką dzieci i młodzieży.
We wrześniu 1939 został – jako osoba podejrzana – tymczasowo aresztowany i osadzony w obozie w Berezie Kartuskiej, skąd został zwolniony już po kilku dniach. Okupację spędził w Krywej. Tam też kontynuował pracę duszpasterską po zakończeniu wojny. 2 kwietnia 1947, mianowany jednym z dwóch wikariuszy schorowanego ks. Andrzeja Złupka – generalnego wikariusza dla Apostolskiej Administracji Łemkowszczyzny. Wysiedlony razem z rodziną 20 maja 1947 w ramach akcji „Wisła” osiedlony w Szprotawie na Dolnym Śląsku.
Na nowym miejscu zamieszkania ks. Hajdukiewicz rozpoczął pracę duszpasterską jako wikariusz miejscowej parafii obrządku łacińskiego. Prowadził też katechezę w szkole podstawowej w Szprotawie. Sporadycznie (kilka razy w roku) odprawiał nabożeństwa greckokatolickie zarówno w Szprotawie, jak w okolicznych miejscowościach. Po odnowieniu nabożeństw w obrządku wschodnim był długoletnim duszpasterzem w Legnicy (1957–1974), Szprotawie (1961–1974) i kilku innych pobliskich miejscowościach. Za swą pracę i postawę 11 czerwca 1965 odznaczony został przez papieża Pawła VI honorowym tytułem papieskiego szambelana.
Zmarł w szpitalu w Szprotawie, został pochowany na miejscowym cmentarzu. Żona ks. Hajdukiewicza zmarła w 1997.